# William G. Whittaker
William Gillies Whittaker (Newcastle upon Tyne, 23 juli 1876 – Orkney-eilanden, 5 juli 1944) was een Schots componist, muziekpedagoog, musicoloog en schrijver.

## Levensloop
Whittaker studeerde aanvankelijk wiskunde aan het Armstrong College van de Universiteit van Durham en hij kreeg in deze tijd al lessen voor orgel en zang. In 1898 begon hij met de muziekstudies aan dezelfde universiteit.
Nadat hij afgestudeerd was werd hij docent aan zijn Alma Mater. In 1929 vertrok hij naar Glasgow en werd professor aan de Universiteit van Glasgow (1929-1938) en hoofd van de Royal Scottish Academy of Music and Drama (RSAMD) (1929-1941).
Whittaker werkte ook als dirigent van koren in Northumberland, van de Newcastle Choral Union, de Newcastle Bach Choir en de Gateshead Choral Union. Met deze ensembles bereikte hij voortreffelijke resultaten. Hij was een uitstekende Bach-kenner en -vertolker, maar ook uitgever en bewerker van muziek uit de 17e en 18e eeuw. Met de Newcastle Bach Choir maakte hij een concertreis naar Londen en verzorgde ermee een driedaags festival in 1922. Hij voerde als eerste de complete versie van Great English Service van William Byrd te Newcastle upon Tyne uit en herhaalde het in St. Margaret's Church in Westminster in 1924.
Hij was zeer geïnteresseerd in de volksmuziek van zijn geboortestreek. Dit is ook te herkennen in zijn werk als componist.

## Composities

### Werken voor orkest
- 1923 Mood Pictures, voor orkest
- A Lykewake Dirge
- King Arthur - Suites, voor strijkorkest

### Werken voor brassband
- 1933 2e Suite Of North Country Folk-Tunes, voor brassband

### Toneelwerken

#### Balletten
- 1934 The Boy Who Didn't Like Fairies

### Werken voor koren
- 1919 Old King Caraway supped on cake, voor tweestemmig koor en piano
- 1923 The Celestial Sphere, voor gemengd koor en orkest
- 1923 The Sun Is Up, voor gemengd koor
- 1927 Spring goeth all in white, voor unisono vrouwenkoor - tekst: Robert Seymour Bridges
- 1936 The windmill, voor unisono koor en piano - tekst: Robert Seymour Bridges
- Psalm CXXXIX, voor gemengd koor
- Among the Northumbrian Hills, voor gemengd koor

### Vocale muziek
- 1919 Dream-song, voor zangstem en piano - tekst: Walter de la Mare (1873-1956)
- 1923 To The Beloved, voor sopraan en kamerorkest
- 1928 O What Saw You?, voor zangstem en piano
- 1928 Memories of the Northern moorlands, voor zangstem en piano
- 1929 Blaweary, voor zangstem en strijkers - tekst: Wilfrid Wilson Gibson (1878-1962)
- 1940 O Song of a lass, voor tenor en piano - tekst: Wilfrid Wilson Gibson
- 1940 Scatterpenny, voor tenor en piano - tekst: Wilfrid Wilson Gibson
- 1940 The chief centurion, voor zangstem en strijkers - tekst: John Masefield
- 1940 The crowder, voor tenor en piano - tekst: Wilfrid Wilson Gibson
- 1940 The empty purse, voor tenor en piano - tekst: Wilfrid Wilson Gibson
- 1944 Sweep thy faint strings, Musician, voor sopraan, alt en piano - tekst: Walter de la Mare
- Blow the wind southerly, voor zangstem en piano
- Ma bonny lad, voor zangstem en piano
- The keel row, voor zangstem en piano
- Two songs, zangcyclus voor zangstem en piano - tekst: Robert Seymour Bridges (1844-1930)

### Kamermuziek
- 1928 Suite, voor dwarsfluit en piano
- 1929 Phantasie-Quartet, voor viool, altviool, cello en piano
- 1931 Miniature suite, voor dwarsfluit, klarinet en fagot
- 1930 Phantasie Trio, voor viool, altviool en cello
- 1932 Suite, voor altviool en piano
- 1932 1e Suite Of North Country Folk-Tunes, voor twee violen, altviool, cello en piano
- 1939 Swedish impressions, voor viool, dwarsfluit, hoorn, bashobo, basklarinet en piano
- 1940 Suite, voor dwarsfluit, hobo en piano
- Blazerskwintet
- Piano kwintet
- Sonatina in g-klein, voor viool en piano

### Werken voor piano
- 1918 Mood pictures

## Publicaties
- Fugitive Notes on Certain Cantatas and the Motets of ].S. Bach, London, 1924
- Class Singing, London, 1925; 2nd edition, 1930
- Collected Essays, Oxford, 1940
- The Cantatas of J.S. Bach, Sacred and Secular, London, 1959